# Герман Ламбі
Герман Ламбі (нім. Hermann Lamby; 30 грудня 1913, Бентгайм — 18 травня 1998) — німецький офіцер-підводник, капітан-лейтенант крігсмаріне. Кавалер Німецького хреста в золоті.

## Біографія
3 квітня 1936 року вступив на флот. З квітня 1939 року — офіцер взводу 10-го дивізіону корабельних гармат. З вересня 1939 року — ад'ютант і командир корабля 12-ї флотилії мінних тральщиків. З вересня 1941 по лютий 1942 року пройшов курс підводника. В березні 1942 року переданий в розпорядження 1-ї флотилії. З квітня 1942 року — 1-й вахтовий офіцер на підводному човні U-754, в травні — на U-202, з травня — на U-584. В жовтні-грудні пройшов курс командира човна. З 21 грудня 1942 по 4 жовтня 1944 року — командир U-437, з 5 лютого по 3 травня 1945 року — U-3029.

## Звання
- Кандидат в офіцери (3 квітня 1936)
- Морський кадет (10 вересня 1936)
- Фенріх-цур-зее (1 травня 1937)
- Оберфенріх-цур-зее (1 липня 1938)
- Лейтенант-цур-зее (1 квітня 1939)
- Оберлейтенант-цур-зее (1 жовтня 1940)
- Капітан-лейтенант (1 жовтня 1943)

## Нагороди
- Залізний хрест
  - 2-го класу (25 березня 1940)
  - 1-го класу (12 листопада 1940)
- Нагрудний знак мінних тральщиків (18 листопада 1940)
- Нагрудний знак підводника (14 жовтня 1942)
- Німецький хрест в золоті (19 квітня 1944)
- Фронтова планка підводника
  - в бронзі (18 жовтня 1944)
  - в сріблі (17 березня 1945)